# Charles Grimes (aviron)
Charles Grimes, né le 9 juillet 1935 et mort le 5 février 2007, est un rameur américain. Il participe aux Jeux olympiques d'été de 1956 dans l'épreuve du huit et remporte le titre.

## Palmarès

### Jeux olympiques
- Jeux olympiques de 1956 à Melbourne,  Australie
  -  Médaille d'or.